# Reflexe v pedagogice
Reflexe (z lat. reflexio – obrácení zpět, odraz) je proces zpracování údajů s přihlédnutím k tomu, co už se událo. Cílem reflexe v pedagogice je zkvalitnit výuku. Jedná se o řízený proces sloužící k hodnocení různých situací a výstupů, který využívá zpětnovazebních informací, jehož cílem je hledání širších souvislostí a významů. Již John Dewey představil reflexi jako „ohlédnutí se zpět přes to, co se stalo, tak aby byla extrahována síť významů, která je základním kapitálem inteligentního jednání pro další zkušenosti“. Mezi další autory zabývající se reflektivním uvažováním patří Kurt Lewin (tzv. Lewinův model) a David A. Kolb (Kolbův cyklus). Konkrétnější představu o struktuře procesu reflexe lze získat z modelu reflexe Grahama Gibbse, který zahrnuje:
- Popis situace (Co se stalo?)
- Obrat k pocitům (Jaké pocity a myšlenky jsem při konkrétní situaci prožíval?)
- Hodnocení (Co dobrého nebo špatného si z této situace můžu vzít?)
- Analýzu (Jaký smysl tato situace může mít?)
- Závěr (Co dalšího mohu udělat?)
- Akční plán (Co udělám jinak, pokud se dostanu znovu do této situace?)

## Reflexe ve výuce
Reflexe (ohlédnutí za danou aktivitou) je proces, který pomáhá vytěžit a zpracovat zkušenosti získané během aktivity. Díky tomuto procesu je možné se z nabytých zkušeností efektivně učit. Reflexe a Zpětná vazba se čím dál častěji stávají zásadní složkou výuky. Reflexe ve výuce je jedním z případů skupinové reflexe, kdy žáci nejenom pracují s vlastními myšlenkami a postřehy, ale dělí se o ně s ostatními, čím je mohou inspirovat, nebo jim pomoci si určité věci uvědomit z jiné perspektivy. Během výuky je třeba průběžně ověřovat, zda žáci látce skutečně porozuměli, a vést je k tomu, aby si uvědomili, jakými postupy se k poznání dostali. Náplní žákovské reflexe a sebereflexe by měl být nejen obsah výuky, metody, prostředky či konkrétní činnosti, ale také samotný proces učení. Učitel může reflexi podpořit kladením správných otázek zaměřených například na to, jaké nové informace a poznatky si žáci osvojili, jak souvisejí s tématem, nebo jaké aktivity byly součástí hodiny. Při reflexi je třeba zohlednit, jaké byly stanoveny cíle výuky. Reflexe se k nim vrací a pracuje s nimi.

## Zkušenostně reflektivní učení (ZRU)
S pojmem reflexe také výrazně souvisí pojem Zkušenostně reflektivní učení. Jedná se o výchovně vzdělávací koncept, jenž má v pedagogické historii zapuštěny velmi hluboké a silné kořeny. Definic tohoto pojmu je velmi mnoho. Jan Kolář jej definuje takto: „… jde o takový proces učení, v němž se lidí individuálně nebo ve spolupráci s ostatními pokoušejí prostřednictvím cílené reflexe a ověřování či transformace zažitého objevit nové možnosti, které nemusejí být zřejmé z běžné zkušenosti. Takto nově získaným informacím přiřazují osobní význam s individuálním dopadem na jejich bezprostřední životní realitu a jejich fungování v ní.„
Všichni lidé se ze zkušeností učí během celého života. ZRU pracuje se záměrným ovlivňováním zážitků a zkušeností a s jejich reflexí, která jim v budoucnosti otevírá další možnosti.  Zkušenostně reflexivní učení se využívá u jednotlivců, ale i ve skupinách. Při využití ve skupinách je třeba mít na paměti, že samotné nezávisle probíhající skupinové procesy mohou ovlivnit a podpořit proces zkušenostně reflektivního učení.